# Hať
Hať (précédemment : Haš ; en allemand : Haatsch ; en polonais : Gać) est une commune du district d'Opava, dans la région de Moravie-Silésie, en République tchèque. Sa population s'élevait à 2 521 habitants en 2021.

## Géographie
Hať se trouve à la frontière polonaise, à 7 km au nord-est de Hlučín, à 15 km au nord d'Ostrava, à 25 km à l'est d'Opava et à 273 km à l’est de Prague.
La commune est limitée par la Pologne au nord et à l'est, par Šilheřovice au sud, et par Darkovice, Vřesina et Píšť à l'ouest.

## Histoire
La première mention écrite de la localité date de 1250.

## Transports
Par la route, Hať se trouve à 9 km de Hlučín, à 31 km d'Opava, à 18 km d'Ostrava et à 361 km de Prague.